# Edith Peinemann

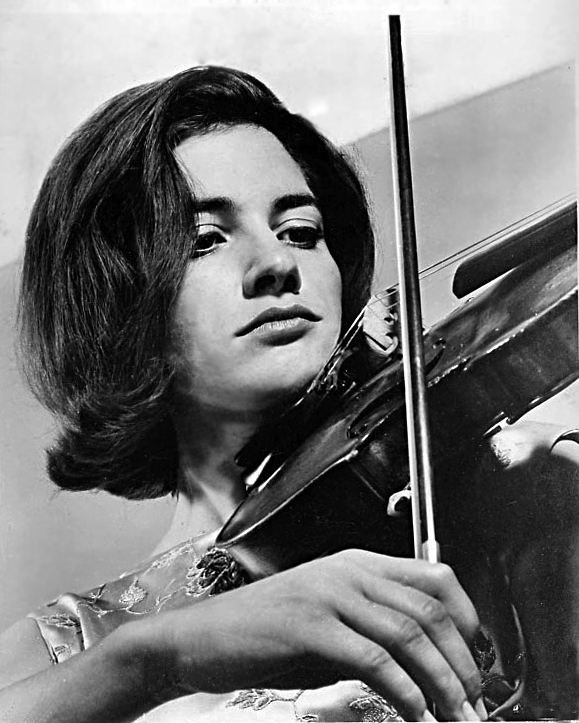
Edith Peinemann negli anni Sessanta

Edith Peinemann (Magonza, 3 marzo 1937 – 25 febbraio 2023) è stata una violinista e insegnante tedesca.

## Biografia
Edith Peinemann inizia a studiare il violino col padre Robert Peinemann, poi con Heinz Stanske a Heidelberg e con Max Rostal a Londra.  
Nel 1956 vince il Concorso Internazionale ARD di Monaco di Baviera. In quegli anni forma un duo col pianista Jörg Demus.
Suona per la prima volta negli Stati Uniti nel 1962.  Al 1965 risale il suo debutto alla Carnegie Hall di New York con George Szell. Lo stesso Szell si attiva per farle ottenne dei fondi privati in modo tale da comprarle un violino di qualità. Peinemann sceglie un Guarneri del Gesù del 1732.
Peinemann continua la sua carriera nei decenni successivi, diventando nel 1976 professore alla Musikhochschule di Francoforte. Negli anni successivi tiene masterclass al Cleveland Institute of Music, all’Indiana University di Bloomington, al Kusatsu Festival in Giappone e al Conservatorio di Lucerna. Nel 2005 diventa presidente della “European String Teachers Association” (ESTA). Per scelta personale ha deciso di limitare la sua attività discografica. È famosa per la sua registrazione del Concerto di Dvořák per la Deutsche Grammophon. 
Nel corso della sua carriera ha sempre usato il Guarneri del Gesù del 1732.